# Iglesia de Santa Úrsula (The Valley)
La Iglesia de Santa Úrsula (en inglés: St. Ursula Church) es el nombre que recibe un edificio religioso que pertenece a la Iglesia católica y está ubicado en el presbiterio católico (Catholic Presbytery) de la localidad de The Valley en la isla de Virgen Gorda parte de las Islas Vírgenes Británicas un territorio dependiente del Reino Unido en el Mar Caribe o de las Antillas.
Como su nombre lo indica fue dedicada a Santa Úrsula, sigue el rito romano o latino y depende de la diócesis de Saint John’s–Basseterre. Destaca por tener una ubicación privilegiada debido a que fue construida en una colina en el camino a la atracción turística de los baños (The Baths ) del puerto de yates.
La congregación completó la construcción de su iglesia en 1989. La parroquia apoya diversas actividades locales como la educación religiosa, el ministerio juvenil, ministerio de la música y el Centro de la Comunidad Católica.